# Curtain
Curtain (Poirot's Last Case) (Cai o pano, no Brasil / Cai o pano (O último caso de Poirot), em Portugal) é um romance policial de Agatha Christie, publicado em 1975.
Este foi o último livro a ser protagonizado pelo detetive belga Hercule Poirot, e também o último a ser publicado durante a vida da autora.
A obra foi escrita no início da Segunda Guerra Mundial e permaneceu inédita, trancada no cofre de um banco. Christie somente autorizou sua publicação quando percebeu que não conseguiria escrever mais.
O último livro de Poirot não é o preferido da autora; segundo ela, suas obras prediletas são A Casa Torta, de 1949, e Punição para a Inocência, de 1957. 

## Enredo
Um já velho Poirot volta ao local de seu primeiro caso, em O Misterioso Caso de Styles, à procura de um assassino. Para ajudá-lo, chama seu fiel escudeiro Arthur Hastings, já viúvo, para juntos embarcarem em sua última caçada. Poirot reuniu cinco crimes que, aparentemente, tiveram a participação do assassino que está na mansão de Styles.

## Curiosidade
Em 6 de agosto de 1975, o jornal New York Times publicou um obituário de Poirot na primeira página (com fotografia) para assinalar a sua morte. 